# Guido Boni (gimnasta)
|  | Aquest article tracta sobre el gimnasta. Si cerqueu el ciclista, vegeu «Guido Boni». |

Guido Boni (Vicchio, Toscana, 7 de febrer de 1892 – Gattaia di Vicchio, 15 de desembre de 1956) va ser un gimnasta artístic italià, que va competir a començament del segle xx.
El 1912 va prendre part en els Jocs Olímpics d'Estocolm, on va guanyar la medalla d'or en la prova del concurs complet per equips del programa de gimnàstica. En la prova individual acabà en quarta posició.
Boni també guanyà tres medalles al Campionat del Món de gimnàstica artística de 1913, dues d'or i una de bronze.